# Svartkronad piprit
Svartkronad piprit (Piprites pileata) är en fåtalig sydamerikansk tätting som numera vanligen placeras i familjen tyranner.

## Utseende och läte
Svartkronad piprit är en 12 centimeter lång rödbrun och svart fågel. Den har som namnet avslöjar en svart hätta och nacke som kontrasterar med rödbrunaktig ovansida och stjärt. De mittersta stjärtfjädrarna är svarta. Ansikte och undersida är gulbruna. Vingarna är mestadels svarta med gulaktiga kanter och fläck vid handpennornas bas. Benen är orangegula och näbben gul. Honan är något dovare i färgerna med olivfärgad rygg. Lätet är ett nasalt tjieh, medan sången är en längre och snabbare grälande ramsa.

## Utbredning och systematik
Fågeln förekommer lokalt från sydöstra Brasilien (Rio de Janeiro) till nordöstra Argentina. Den behandlas som monotypisk, det vill säga att den inte delas in i några underarter.

### Familjetillhörighet
Pipriterna placerades tidigare i familjen manakiner och vissa gör det fortfarande. Genetiska studier visar dock att de är nära släkt med tyrannerna, dock relativt avlägset varför det föreslagits att de bör placeras i en egen familj, Pipritidae. Än så länge har dock detta förslag inte slagit igenom helt bland de större taxonomiska auktoriteterna.

## Levnadssätt
Svartkronad piprit förekommer i trädtaket i bergsbelägen atlantskog med inslag av Araucaria angustifolia och Podocarpus lamberti. Där ses den enstaka, i par eller i artblandade flockar. Födan består av leddjur, framför allt fjärilslarver, som den plockar från lövverket, men även frukt. Parningsbeteende har observerats mellan september och november, ett bobygge under oktober.

## Status och hot
Denna art tros ha en liten världspopulation på endast 2 800–22 400 vuxna individer. Den tros också minska i antal till följd av skogsavverkning. Internationella naturvårdsunionen IUCN kategoriserar arten som nära hotad.

## Namn
Piprit är en försvenskning av det vetenskapliga släktesnamnet Piprites som betyder "liknande Pipria", ett släkte i familjen manakiner.